# 前谷津川
前谷津川（まえやつがわ）は、東京都板橋区を流れる荒川水系の河川。全区間が暗渠化され、前谷津川緑道などに整備されている。

## 概要
流路4.8 km。赤塚新町（東武線下赤塚駅北西）付近から北に流れ、赤塚、徳丸、四葉、西台、高島平を流れ新河岸川に合流する。
江戸期から昭和初期は、武蔵野台地の谷内を蛇行し徳丸ヶ原では水路が定まらなかったが、水田開発後は用水堀として灌漑に用いられた。
1955年頃に流域の宅地開発が進み生活排水路化し、1965年頃以降の高島平団地開発で下流部はコンクリート護岸の人工水路となった。
1965年4月1日に一級河川に指定され、昭和50年代に蓮根川、出井川と共に暗渠化された。
1977年4月18日に一級河川指定は廃止され、1984年（昭和59年）に全区間が暗渠となり、緑道として整備されている。上流部にはしのがやと公園、下流には水車公園や緑道には小川の流れる公園、桜並木が整備されている。流路は台地から北に流れ下るためやや急で、かつては灌漑用水として利用されていた。高島平団地を通り抜けた下流部は川幅が広く、水門が現在も残る。

## 周辺
- 高島平駅
- 大東文化大学
- 東京大仏